# 第62回全国高等学校サッカー選手権大会
第62回全国高等学校サッカー選手権大会（だい62かいぜんこくこうとうがっこうサッカーせんしゅけんたいかい）は、1984年1月に行われた、全国高等学校サッカー選手権大会である。

## 概要
- キャッチフレーズ 青・春・実・感

### 日程
- 開会式　1月1日
- 1回戦　1月2日
- 2回戦　1月3日
- 3回戦　1月4日
- 準々決勝　1月6日
- 準決勝　1月7日
- 決勝　1月8日

### 使用会場
- 国立霞ヶ丘競技場陸上競技場（決勝）
- 駒沢オリンピック公園陸上競技場（2回戦・3回戦・準決勝）
- 国立西が丘サッカー場（1回戦～準々決勝）
- 三ツ沢公園球技場（3回戦～準々決勝）
- 埼玉県大宮公園サッカー場（1回戦～3回戦）
- 大井ふ頭中央海浜公園陸上競技場（1～2回戦）
- 等々力陸上競技場（1回戦～2回戦）
- 千葉県総合運動場陸上競技場（1回戦～2回戦）
- 浦和市駒場陸上競技場（1回戦～2回戦）

この年の準決勝は、全国大学ラグビー選手権決勝戦と日程が重複（1月7日。当時1月第1土曜日が決勝日）であったため、駒沢で行われ、国立のピッチで試合ができたのは決勝の2チームのみであった。

## 出場校
北海道・東北
- 北海道代表 室蘭大谷
- 青森県代表 五戸
- 岩手県代表 遠野
- 宮城県代表 仙台向山
- 秋田県代表 西目農
- 山形県代表 鶴岡南
- 福島県代表 安積商

関東
- 茨城県代表 日立工
- 栃木県代表 今市
- 群馬県代表 前橋商
- 埼玉県代表 浦和市立
- 千葉県代表 八千代
- 東京都A代表 暁星
- 東京都B代表 帝京
- 神奈川県代表 鎌倉
- 山梨県代表 韮崎

北信越・東海
- 新潟県代表 新潟工
- 富山県代表 富山一
- 石川県代表 金沢錦丘
- 福井県代表 北陸
- 長野県代表 上田東
- 岐阜県代表 岐阜工
- 静岡県代表 清水東
- 愛知県代表 愛知
- 三重県代表 四日市中央工

近畿
- 滋賀県代表 膳所
- 京都府代表 京都商
- 大阪府代表 高槻南
- 兵庫県代表 北須磨
- 奈良県代表 大淀
- 和歌山県代表 和歌山北

中国
- 鳥取県代表 米子東
- 島根県代表 浜田
- 岡山県代表 作陽
- 広島県代表 国泰寺
- 山口県代表 多々良学園

四国
- 徳島県代表 徳島商
- 香川県代表 高松商
- 愛媛県代表 南宇和
- 高知県代表 高知小津

九州
- 福岡県代表 東海大五
- 佐賀県代表 佐賀学園
- 長崎県代表 島原商
- 熊本県代表 熊本農
- 大分県代表 大分工
- 宮崎県代表 宮崎工
- 鹿児島県代表 鹿児島実
- 沖縄県代表 中部工

## 試合

### 1回戦
- 大淀 2 - 0 上田東
- 八千代 1 - 2 島原商
- 岐阜工 3 - 1 北須磨
- 今市 0 - 2 佐賀学園
- 前橋商 4 - 0 中部工
- 国泰寺 0 - 1 日立工
- 暁星 2 - 1 宮崎工
- 北陸 2 - 2(PK1 -4) 米子東

- 五戸 7 - 0 浜田
- 作陽 1 - 2 遠野
- 京都商 5 - 0 西目農
- 室蘭大谷 1 - 2 南宇和
- 富山一 2 - 1 東海大五
- 鶴岡南 0 - 4 多々良学園
- 大分工 0 - 0(PK4 - 3) 鎌倉
- 高知小津 0 - 2 金沢錦丘

### 2回戦
- 清水東 3 - 1 鹿児島実
- 大淀 0 - 3 島原商
- 岐阜工 1 - 1(PK4 - 2) 佐賀学園
- 高槻南 3 - 3(PK1 - 3) 浦和市立
- 愛知 5 - 1 膳所
- 前橋商 1 - 4 日立工
- 暁星 3 - 0 米子東
- 仙台向山 0 - 5 四日市中央工

- 韮崎 3 - 1 和歌山北
- 五戸 0 - 3 遠野
- 京都商 3 - 0 南宇和
- 新潟工 1 - 3 徳島商
- 安積商 0 - 0(PK2 - 0) 熊本農
- 富山一 0 - 3 多々良学園
- 大分工 3 - 1 金沢錦丘
- 高松商 0 - 1 帝京

### 3回戦
- 清水東 4 - 1 島原商
- 岐阜工 0 - 2 浦和市立
- 愛知 2 - 1 日立工
- 暁星 0 - 2 四日市中央工

- 韮崎 1 - 0 遠野
- 京都商 2 - 2(PK4 - 5) 徳島商
- 安積商 0 - 0(PK8 - 7) 多々良学園
- 大分工 1 - 5 帝京

### 準々決勝
- 清水東 9 - 0 浦和市立
- 愛知 0 - 1 四日市中央工

- 韮崎 3 - 1 徳島商
- 安積商 0 - 3 帝京

### 準決勝
- 清水東 3 - 1 四日市中央工
- 帝京 1 - 0 韮崎

### 決勝
- 帝京 1 - 0 清水東

## 得点王
- 武田修宏 (清水東) 5得点

## 主な出場選手
- 前田治 (帝京)
- 大榎克己 (清水東)
- 長谷川健太 (清水東)
- 大井啓世 (大淀)